# Enrico Crocini
Enrico Crocini (Siena, 14 maggio 1839 – Siena, 16 luglio 1916) è stato un politico italiano.

## Biografia
Nacque a Siena nel 1839 da Fortunato Crocini e Teresa Corsini, di professione commerciante.
Membro della Deputazione del Monte dei Paschi di Siena dal 1888 al 1891 e di nuovo nel biennio 1901-1902, ne fu presidente dal 1902 al 1904. Fece inoltre parte della Deputazione della Banca Nazionale Toscana e della Cammera di commercio delle province di Siena e di Grosseto, e fu consigliere del Consorzio agrario regionale. Tra i numerosi incarichi cittadini che ricoprì si ricordano quello di consigliere esecutivo della Società di esecutori di pie disposizioni, membro del comitato per il restauro della basilica di San Francesco e dell'abbazia di San Galgano, e consigliere dell'Unione proprietari di case in Siena.
Eletto più volte consigliere comunale a Siena, fu anche assessore e nel 1893 venne eletto sindaco di Siena.
Per quattro volte risultò eletto alle elezioni provinciali per il primo mandamento di Siena, la prima volta nel comitato Conservatori della lista della Federazione Liberale Monarchica (1895-1899), poi due volte nell'Unione Liberale Monarchica (1899-1907, 1907-1914), di cui fu anche membro del consiglio direttivo locale, e una quarta volta nella lista del Comitato Costituzionale Amministrativo (1914-1916); in Deputazione provinciale fu deputato effettivo dal 1899 al 1905, ricoprendo anche incarichi di rilievo nell'ambito dell'istruzione, quali membro del Consiglio provinciale scolastico (1899-1906), rappresentante provinciale nella Giunta per le scuole medie (1912-1914), e membro della Giunta di vigilanza per le scuole medie (1914-1916). Sempre in ambito scolastico fu delegato governativo della Scuola elementare popolare e soprintendente delle scuole professionali femminili Leopoldine.
Morì a Siena il 16 luglio 1916.